# Ole Vagn Christensen
Ole Vagn Christensen (født 28. maj 1943 i Torslev Sogn) er slagteriarbejder og tidligere politiker valgt for Socialdemokraterne.
Socialdemokratiet – Midlertidigt medlem for Viborg Amtskreds 30. maj-5. juni 1983. folketingsmedlem 10. jan. 1984-7. sept. 1987. Midlertidigt medlem 30. okt.-23. nov. 1990. Folketingsmedlem fra 12. dec. 1990 til 2005. Han opnåede ikke genvalg ved folketingsvalget i 2005, men genindtrådte i Folketinget 1. marts 2007 som suppleant for Pernille Blach Hansen efter at have været midlertidig medlem fra 1. maj 2006 på grund af Pernille Blach Hansens orlov.
Ole Vagn Cristensen er søn af kedelpasser Poul Verner Christensen og husassistent Eva Christensen.
Vester Skole i Hjørring 1950-58. Slagterfagets lærlingeuddannelse 1959-63. Teknisk forberedelseseksamen i Thisted 1971, samme sted udvidet teknisk forberedelseseksamen 1972. DSU's lederuddannelse 1959-64. Den Socialdemokratiske Arbejderskole 1964-68 samt FIU 1965-83
Forskellige budpladser 1953-59. Slagteriarbejder fra 1963. Fra 1987 freelancekonsulent for SiD samt freelanceunderviser ved FIU. Konsulent og underviser ved FIU 1988-90.
Formand for slagterfagets lærlingeklub i Hjørring 1960-64. Medlem af Slagteriarbejdernes Fagforenings bestyrelse i Thisted 1965-85. Tillidsmand og fællestillidsmand på Thisted Andels-Svineslagteri 1967-84. Formand for Slagteriarbejdernes Fagforening i Thisted 1967-85. Udpeget af LO til Viborg Amts pensions- og revalideringsnævn 1982-84.
Formand for DSU-Hjørring 1960-64 og for DSU-Thisted 1964-67, desuden formand for DSU-Thisted Amt 1965-67. Medlem af DSU's hovedbestyrelse 1966-67. Medlem af Thisted Købstads Ungdomsnævn 1966-70. Formand for Socialdemokratiet i Thisted 1973-82. Medlem af Thisted Byråd 1974-84, formand for den socialdemokratiske byrådsgruppe 1978-84. Medlem af skolekommissionen 1974-81. Formand for fritidsnævnet 1977-81. Viceborgmester i Thisted 1982-84.
Medlem af Nordisk Råd fra 1998.
Forfatter til jubilæumsbogen Der er Fanen til forskel.
Partiets kandidat i Thistedkredsen fra 1981.

## Kontroversielle historiske udtalelser
Ole Vagn Christensen har flere gange gjort sig bemærket med kontroversielle historiske udtalelser. I juni 2007 forsvarede Christensen således Vladimir Lenin og frikendte ham for ethvert medansvar i den brutale terror i Sovjetunionen og mord på millioner af russiske bønder. Christensens påstand blev afvist af historikere, bl.a. lektor Niels Erik Rosenfeldt, der udtalte, at Lenin både "godkendte en særdeles brutal beslaglæggelse af bønders korn og nedkæmpede opstande blandt bønder.Den grove behandling af blandt andet bønderne begyndte under Lenin, og han var med til at godkende kampagnen Den Røde Terror og det hemmelige politi, Tjekaen. Tjekaen begik massakrer mod blandt andet bønder og demonstrerende arbejdere. Lenin godkendte en særdeles brutal terrorpolitik, de første år efter han kom til magten". 
Christensen har ved flere lejligheder fremført en påstand om, at Den Kolde Krigs afslutning (på et ikke nærmere defineret tidspunkt) skulle være blevet aftalt mellem Helmut Schmidt, Ronald Reagan og Mikhail Gorbatjov, og at de danske socialdemokrater med deres fodnotepolitik skulle have været en væsentlig årsag til, at den påståede strategi førte til kommunismens fald. Der findes intet kildemæssigt belæg for påstanden.